# Hamdan bin Mohammed Al Maktoum
El xeic Hamdan bin Mohammed bin Rashid al-Maktoum (àrab: حمدان بن محمد بن راشد بن سعيد آل مكتوم, Ḥamdān b. Muḥammad b. Rāxid Āl Maktūm) (13 de novembre de 1982) és el príncep hereu de Dubai.

## Orígens familiars
Fill del xeic Mohammed bin Rashid al-Maktoum, governador de Dubai i vicepresident de la Unió dels Emirats Àrabs, i la seva primera muller, la xeic Hind bint Maktoum bin Juma al-Maktoum, la cinquena família reial més rica del món des de l'1 de febrer del 2008. President del Consell Executiu de Dubai. Segons l'edició del 2008 de Forbes, és el tercer príncep (mascle) més desitjat després dels prínceps d'Anglaterra.

## Estudis
El xeic Hamdan bin Mohammed bin Rashid al-Maktoum va fer els seus estudis a l'Escola Rashid per a nens de Dubai, i després va viatjar al Regne Unit, on va estudiar a la Reial Acadèmia Militar de Sandhurst, on es va graduar el 2001. Acabà els seus estudis universitaris estudiant a la London School of Economics.
Hamdan i el seu pare, el xeic Hamdan bin Mohammed, va aprendre del seu pare, el xeic Mohammed bin Rashid al-Maktoum, la poesia, l'equitació, la literatura i la presència, ja que el príncep l'acompanyava en la majoria dels tours, visites i trobades privades i oficials, tant a nivell local com a l'exterior.

## Príncep hereu
El primer de febrer del 2008, el xeic Hamdan bin Mohammed bin Rasid va ser nomenat príncep hereu de l'emirat de Dubai. per un decret del seu pare.

## Fazza, el poeta
Sa Altesa va començar a compondre poesia nabati des de jove, inspirant-se en la poesia que altres xeics, avantpassats seus (com per exemple Sa Altesa el xeic Zayed bin Sultan al-Nahyan, i el seu propi pare, Sa Altesa el xeic Mohammed bin Rashid al-Maktoum). Els seus poemes tracten sobre el seu país, el patrimoni, la generositat, l'amor, n'hi ha de caràcter romàntic, i també parlen sobre el seu orgull per les seves arrels familiars, avis i governants dels Emirats. També escriu sobre el que ha aconseguit el seu país tot i la seva curta vida. També, en la seva poesia, assenyala els temes socials dels individus; la seva preocupació per aquests, a qui motiva a tenir cura de la gent i a ajudar quan sigui necessari.
Aquests poemes, signats sota el pseudònim de “Fazza”, són coneguts arreu del món, especialment en els països àrabs. Als Emirats, gràcies a l'èxit de "Fazza", s'ha creat una nova escola de poesia, que segueix les característiques i trets distintius de la poesia de Hamdan, i ha servit de model per a cantants i altres poetes de llengua àrab.(فزاع)

## Genet
El xeic Hamdan participa en cèlebres competicions de cavalls i ha guanyat la medalla d'or en Hípica en els Jocs Asiàtics del 2006, i va ser el campió de la Copa del President dels Emirats(2008). Posseeix gran nombre de cavalls i camells que fa participar en carreres al l'hipòdrom i al desert

## Títols nobiliaris
El príncep hereu de Dubai.
- President de la Junta Executiva del Govern de Dubai.
- President del Sheikh Mohammed bin Rashid Establishment for Young Business Leaders.
- President del Consell Superior d'Esports de Dubai i president de CrossFit.
- President del Banc de Dubai.
- President del Centre d'Autisme de Dubai.
- President de l'Al-Ahli Club de Dubai.